# Ouvrage du Col-de-Restefond
L'ouvrage du Col-de-Restefond, appelé aussi abri du Col-de-Restefond, est une fortification faisant partie de la ligne Maginot, située à l'extrémité sud de la commune de Jausiers, dans le département des Alpes-de-Haute-Provence.
Il s'agit d'un petit ouvrage d'infanterie servant d'abri actif, situé à 2 680 mètres d’altitude, au col de Restefond, au pied du sommet du même nom. Construit pendant les années 1930, sa mission était non seulement de protéger une section d'infanterie, mais aussi de défendre le col grâce à son armement.

## Construction
Le petit ouvrage du Col-de-Restefond correspond à un projet CORF validé à la fin de 1929 dont la construction a été achevée par la main d’œuvre militaire en 1934 mais qui n’a été armé qu’en 1938.
Il reprend entièrement le plan des « abris-cavernes du type Sud-Est » avec une grande galerie sous roc, parallèle aux courbes de niveau, reliée à l’extérieur par deux tronçons de galerie horizontale ou en plan incliné, protégés à la sortie par deux blocs bétonnés pourvus de créneaux FM permettant de battre des secteurs en contre-pente assez loin de l’abri.
Il a été construit sous la crête très étroite qui sépare le vallon des Granges Communes de celui de Restefond (en bordure de la D64). La grande galerie a été prolongée perpendiculairement par une autre galerie, plus étroite, qui passe sous la crête et qui débouche sur l’autre versant où a été construit un bloc d’action frontale tirant vers l’ancienne route stratégique desservant le petit ouvrage des Granges-Communes.

## Mission
La mission principale de l’ouvrage était d’abriter deux sections d’infanterie. Il s'intégrait dans la défense du « nœud de Restefond », qui intégrait les cols de Pourriac, de Fer, de la Moutière et des Granges Communes.
L’entrée (bloc 1) disposant d’une cloche GFM et d’un créneau de mitrailleuses défendait la route de la Bonette et les arrières du gros ouvrage de Restefond, tout proche. Le bloc actif (bloc 3) pouvait croiser ses feux avec le FM en créneau du bloc 2 du petit ouvrage des Granges-Communes.

## Composition

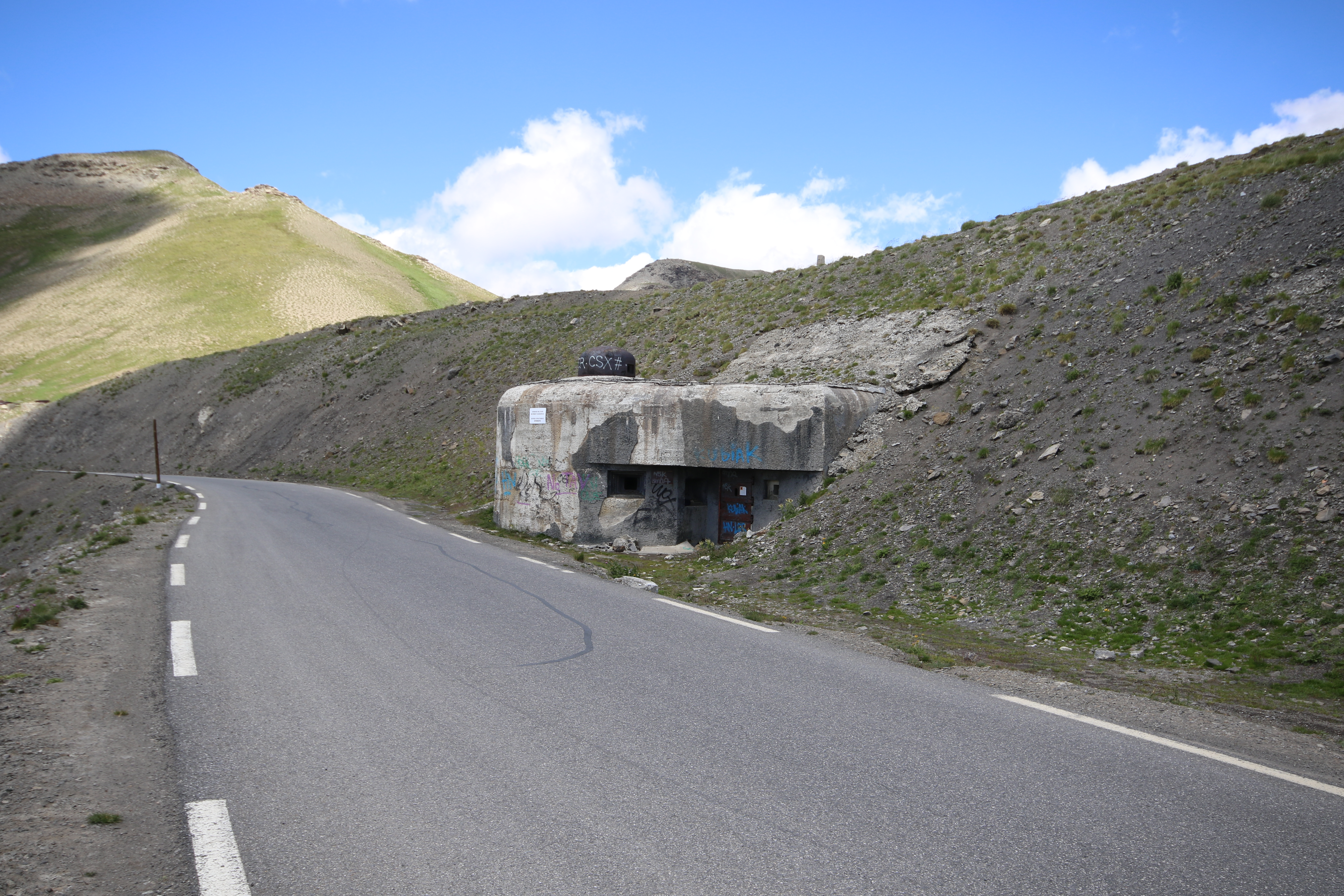
Bloc 2 de l'abri du Col-de-Restefond.

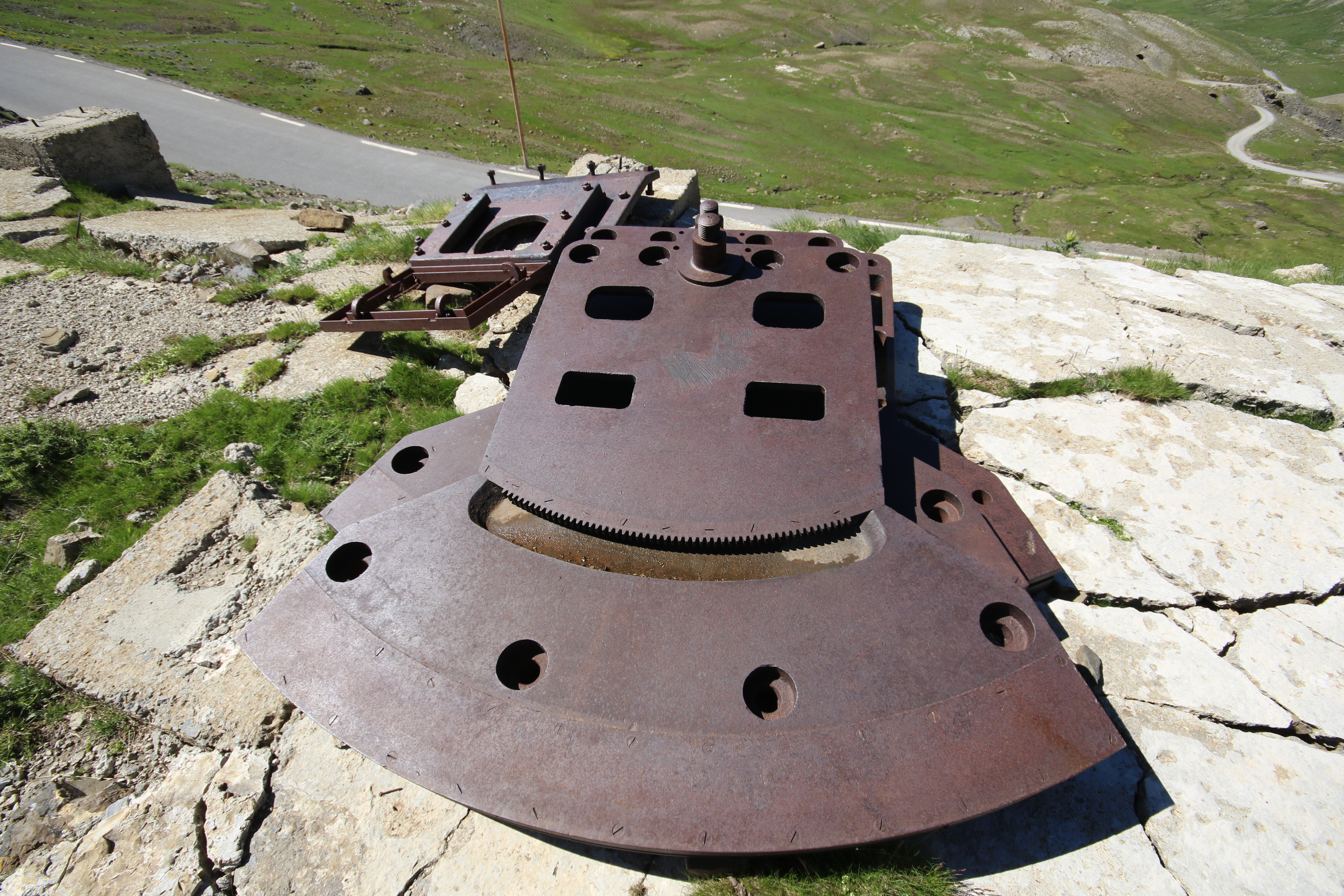
Plaque d'embrasure et support pour mortier de 81 mm.

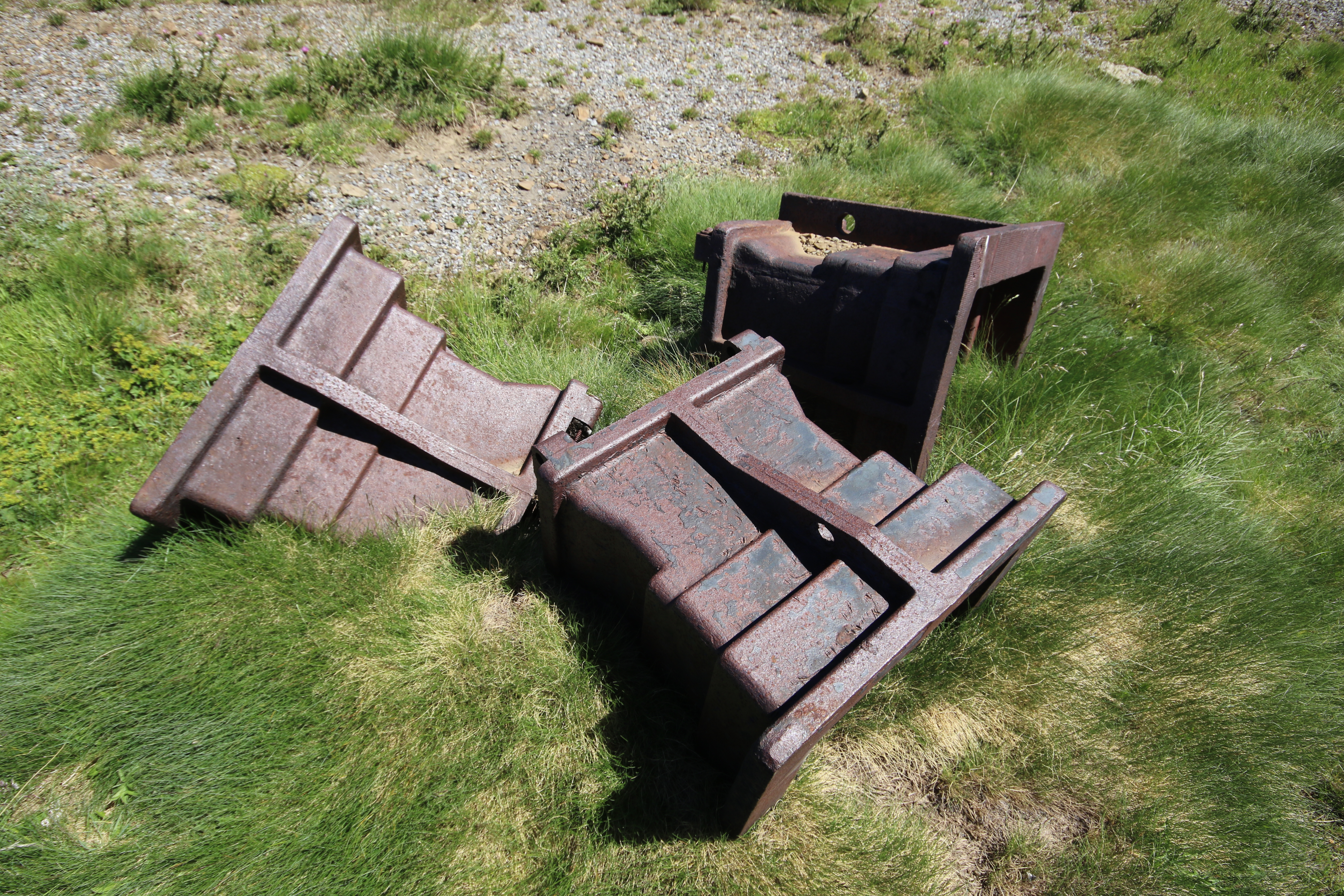
Cuirassements abandonnés : trémies cuirassées pour JM.

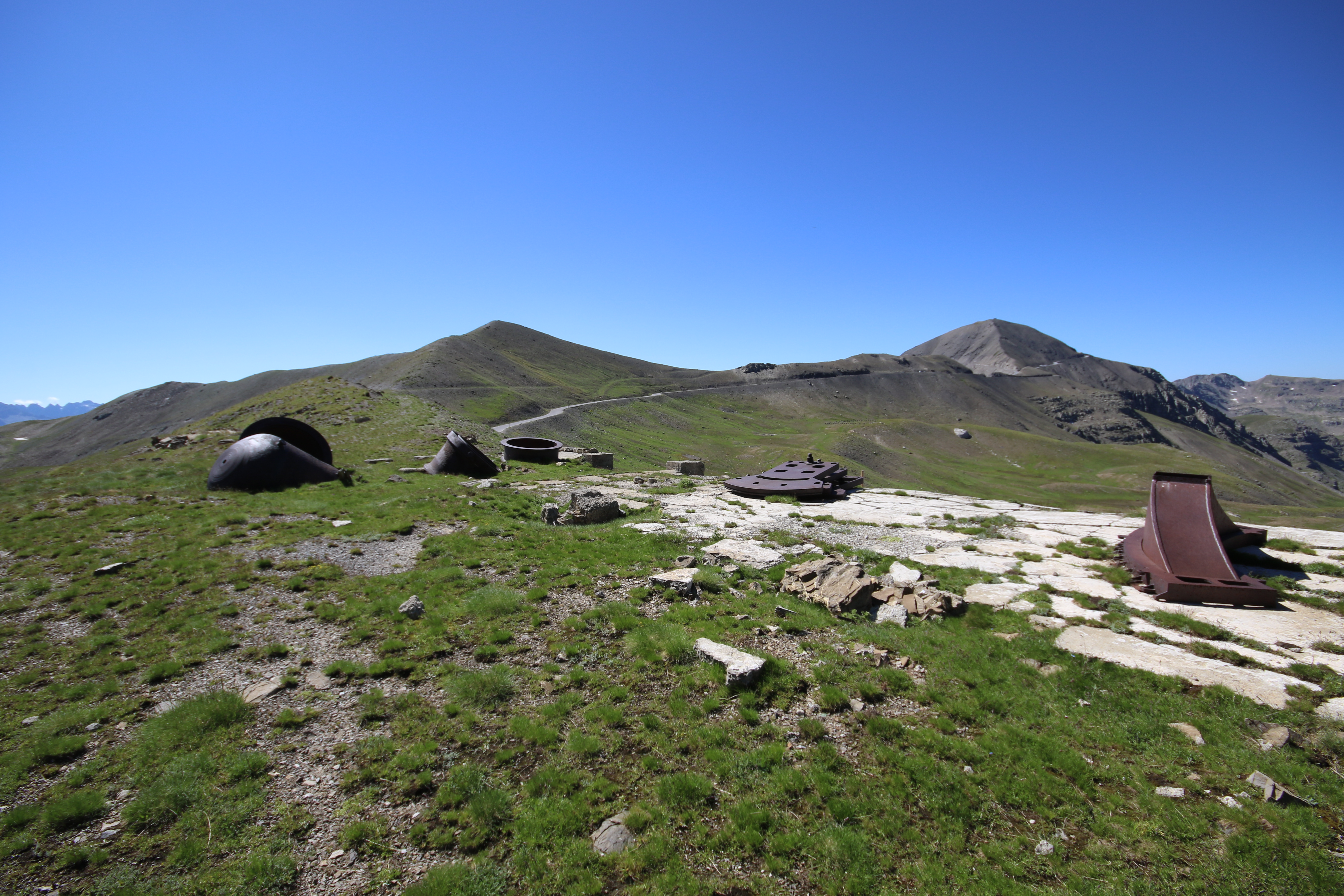
Cuirassements abandonnés.

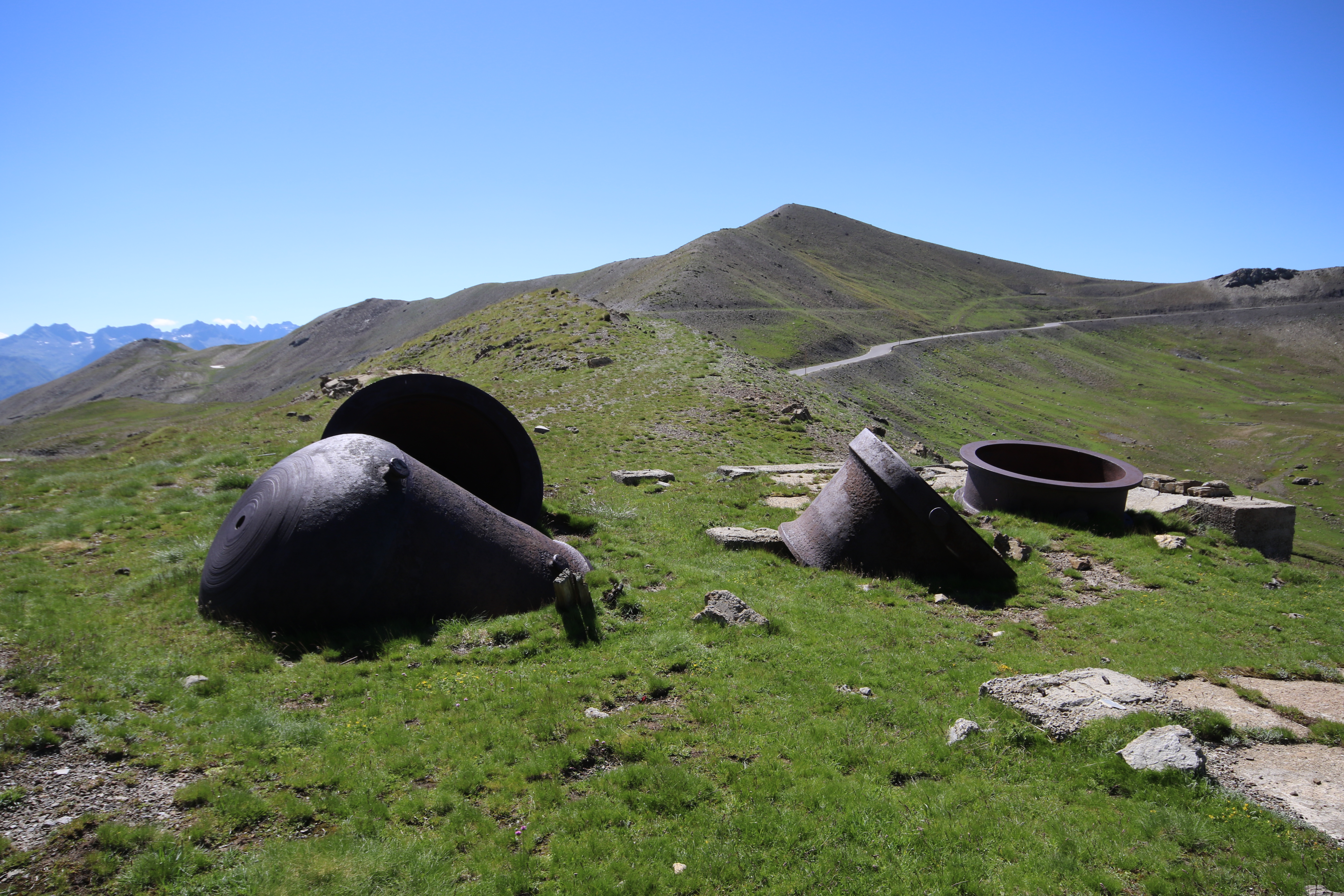
Cuirassements abandonnés.

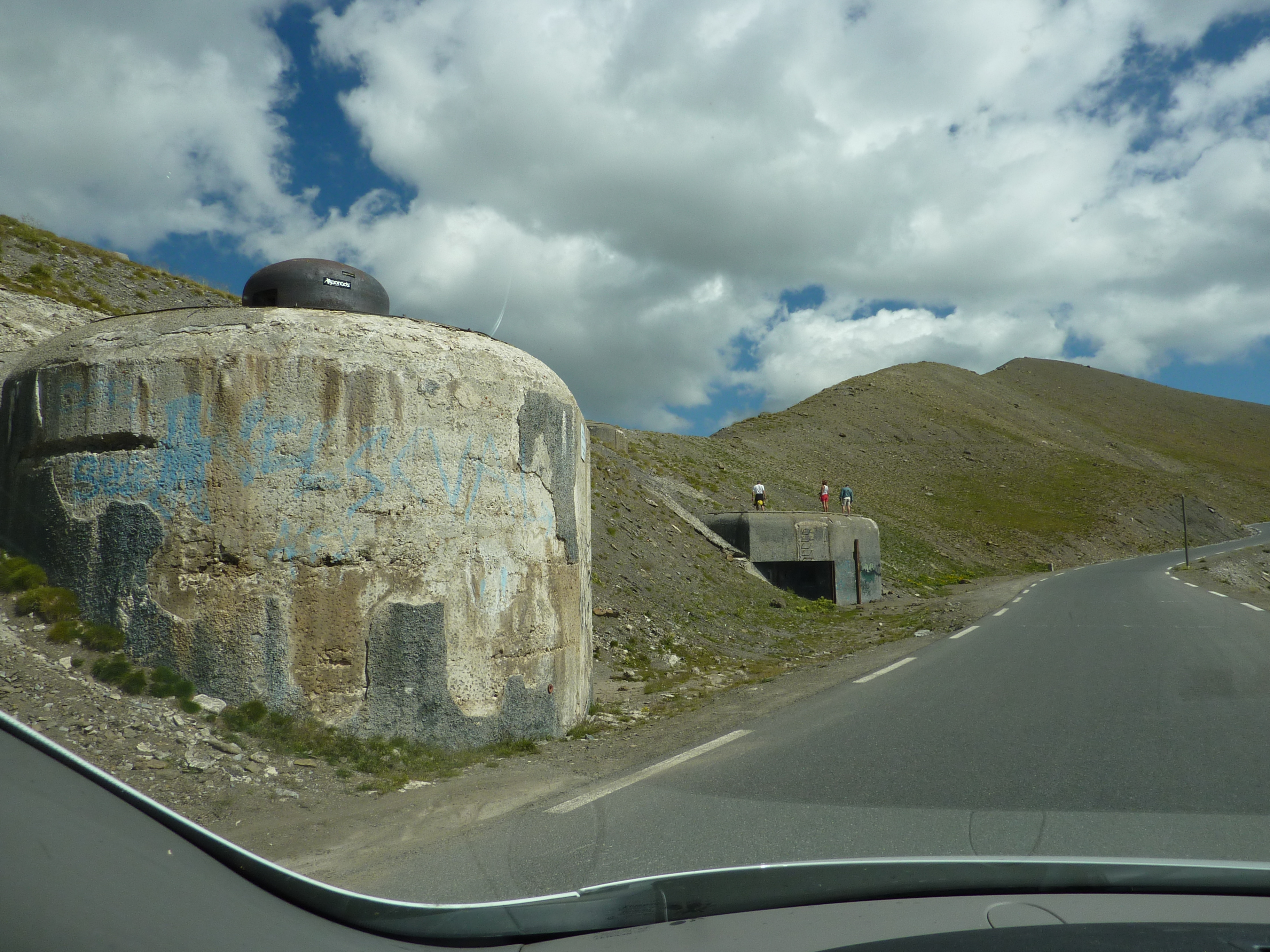
Petit ouvrage avec ses deux casemates sur le versant ouest de la cime de la Bonette (2680 m)

L'ouvrage consiste en un abri-caverne complété par un bloc de combat.
- Bloc 1 - entrée : située en bordure de route, elle est équipée d’une cloche GFM, d’un créneau pour mitrailleuses jumelées et d'un créneau FM.
- Bloc 2 - entrée  : un créneau FM.
- Bloc 3 : une cloche JM, une cloche GFM, un créneau FM.
- Un quatrième bloc, situé au-dessus et en arrière du bloc 2 protégeait l’aération de l’ouvrage. Il servait également d’issue de secours.

Le bloc cheminée et le bloc 2 étaient équipés de sortie neige (voir l'article sur le petit ouvrage du Col-de-la-Moutière) dont il ne reste plus aujourd'hui que les échelons métalliques ancrés dans le béton des façades.
L'énergie était fournie par deux groupes électrogènes, composés chacun d'un moteur Diesel CLM 2 PJ 65 (deux cylindres, fournissant 15 ch à 750 tr/min) couplé à un alternateur. Le refroidissement des moteurs se fait par circulation d'eau.

## Les combats
Le commandant de l'ouvrage était le sous-lieutenant Poitrey, puis le sous-lieutenant Simonet et l'adjudant Thouvenin. Il ne semble pas que le petit ouvrage de Restefond ait été amené à intervenir, ni en juin 1940, ni en septembre 1944 ; il n’y a du moins aucune référence à des combats le concernant dans les sources d’informations consultées.

## État actuel
Le petit ouvrage de Restefond est totalement abandonné.